# Salvelinus fontinalis
Salvelinus fontinalis é um peixe da família Salmonidae. Pode ser encontrado amplamente distribuído pelo leste da América do Norte.